# Augustinus Van Praet
Augustin Van Praet (Brugge, 23 augustus 1770 - 1831) was drukker en griffier bij de rechtbank van eerste aanleg te Brugge.

## Familie
Augustinus (Augustin) Van Praet (1770-1831) is de zoon van voormalig lakenhandelaar en daarna drukker en uitgever Joseph-Ignace Van Praet (1724-1792) en Marie Anne Hergosse. Hij is de broer van François Van Praet (1759-1832), voorzitter van de gemeenteraad (burgemeester) van Brugge, en van Joseph-Basile Van Praet (1754-1837), conservator van de Bibliothèque nationale in Parijs. Augustin Van Praet trouwde op 8 december1801 te Brugge met Anne-Marie De Pauw (°8 mei 1772), dochter van wijnhandelaar Joseph Charles De Pauw, en is de vader van koninklijk raadgever Jules Van Praet (1806-1887) en schoonvader van de liberale politicus Paul Devaux (1801-1880). 

## Politieke activiteiten
Augustin Van Praet is republikeins gezind, lid van de Jacobijnse club (in 1792) en van de Société Littéraire (in 1797). In 1799 schrijft hij een brief aan de centrale administratie van het departement van de Leie om te verzoeken Nicolas Masterson van de lijst van émigrés te halen.. Hij stond samen met Catharina Rosa Lievens borg voor Masterson.